# Asprokklisiá (ort i Grekland, Thessalien)
Asprokklisiá är en ort i Grekland.   Den ligger i prefekturen Trikala och regionen Thessalien, i den centrala delen av landet, 270 km nordväst om huvudstaden Aten. Asprokklisiá ligger 611 meter över havet och antalet invånare är 628.
Terrängen runt Asprokklisiá är huvudsakligen kuperad, men norrut är den platt. Runt Asprokklisiá är det glesbefolkat, med 12 invånare per kvadratkilometer. Närmaste större samhälle är Deskáti, 14,3 km nordost om Asprokklisiá. Omgivningarna runt Asprokklisiá är en mosaik av jordbruksmark och naturlig växtlighet.